# ニュータイプ100%コミックス
ニュータイプ100%コミックス（ニュータイプひゃくパーセントコミックス、Newtype 100% Comics）は、角川書店・角川グループパブリッシングによって1987年から刊行されている漫画単行本レーベル。

## 概要
『月刊ニュータイプ』及びその増刊漫画誌のコミックGENKi、コミックニュータイプに連載された漫画作品を単行本化する為のレーベル。月刊ニュータイプ本誌がA4変形版という特殊なサイズの為、単行本もB5変形版になっている（若干の例外もあり）。連載誌の性質もあって、アニメーターによって描かれた漫画作品が多い。『BROTHERS』『東京ミカエル』などコミックコンプ連載作を刊行していたこともある。
最初に刊行されたのは、1987年5月の『ファイブスター物語』第1巻である。
現在では『こばと。』など、ニュータイプ本誌連載作品であっても本レーベルにおいて単行本化しないケースがあり、事実上『ファイブスター物語』専用のレーベルと言える。本レーベルで刊行された作品がカドカワコミックス・エースにおいて「普及版」として再版されていることも多い。

## 作品一覧
「※」の付いている作品は、後にカドカワコミックス・エースで新装版が刊行された作品。
- 妖怪妖恋譚　青樹 總　全1巻
- GUNHED　麻宮騎亜　全1巻
- 聖獣伝承ダークエンジェル　麻宮騎亜　全5巻[注 4]
- 八犬伝　碧也ぴんく　全15巻[注 5]
- 魔女レーナマジョり〜な　石田敦子　全1巻（未完）[注 6]
- 機動戦士ガンダムSEED SEED Club 4コマ　As'まりあ　全3巻[注 7]
- 原子巨神禅王　うしだゆうじ　全1巻
- 東京ミカエル　原作：大塚英志、作画：堤芳貞　全2巻
- 北神伝綺　原作：大塚英志　作画：森美夏　全2巻※
- 木島日記　原作：大塚英志 作画：森美夏　全4巻（未完）※
- 贖いの聖者[注 8]　原作：大塚英志、漫画：白倉由美　全1巻
- リリカルかれんちゃん　岡崎武士　全1巻
- 精霊使い　岡崎武士　全4巻[注 9]
- ムーンプリンセス　垣野内成美  全2巻
- 鴻鵠館1301　加倉井ミサイル　全1巻
- エンジェルコップ　北崎拓　全1巻
- 上海丐人賊　草彅琢仁　全3巻
- 20面相におねがい!!　CLAMP　全2巻
- 学園特警デュカリオン　CLAMP　全2巻※
- B型同盟　高河ゆん　全1巻（未完）
- 機動戦士ガンダム ジオンの再興[注 10]　近藤和久　全1巻※
- RIOT　士貴智志  全2巻
- はじまりのグラシュマ　スエカネクミコ　全1巻
- BROTHERS　田島昭宇　全4巻※[注 11]
- スーパー西遊記　永井豪　全1巻
- ファイブスター物語　永野護　既刊12巻[注 12]、リブート版・既刊7巻
- フール・フォー・ザ・シティ　永野護　全1巻
- エンジェル/ダスト　七瀬葵　全1巻
  - エンジェル/ダスト:ネオ　七瀬葵　全1巻
- 妖刀伝　原作：鳴海丈 作画：大貫健一　既刊1巻[注 13]
- マハラジャ　橋本正枝 全5巻
- メデューサ・ブレード　長谷川裕一　全1巻
- ルウ・ガル　姫川明　　全3巻
- ゴジラ1990　平野俊弘　全1巻
- イクサー伝説　平野俊弘　全1巻
- マリオネット・ジェネレーション　美樹本晴彦　 全5巻
- ロードス島戦記 ファリスの聖女　山田章博　全2巻
- SABER CATS　山本貴嗣　全5巻
- くららシェイク　加藤雅基　全3巻
  - くららシェイク - マンガ図書館Z（外部リンク）
- ホットジャンクション　唯登詩樹  全2巻
- ゆうきまさみのはてしない物語　ゆうきまさみ　全1巻[注 14]
- ジャイアントロボ　原作：横山光輝 脚本：今川泰宏 漫画：水田麻里　全2巻
- 宇宙X兵衛　吉崎観音　全1巻（未完）※[注 15]